# La furia (novela)
La furia es una novela de thriller y horror del escritor John Farris. La novela fue publicada en 1976 y fue adaptada a un largometraje en 1978 protagonizado por Kirk Douglas y Amy Irving.

## Sinopsis
Gillian Bellaver es una adolescente que tiene poderes psíquicos como telepatía y telequinesis. A pesar de que intenta ocultar el hecho que es clarividente, pronto descubre que un chico su edad, Robin Sandza, está secuestrado. Con sus poderes, ayuda a Peter Sandza, padre de Robin, a encontrarlo.
Gillian y Peter encuentran a Robin, quien se revela que es psíquico, pero ambos padre e hijo son asesinados. Gillian despierta para descubrir que también ha sido secuestrada, su secuestrador Childermass (de quien más tarde se sabe que es su padre) la tiene sola en una habitación. Ella toma un abrigo y lo ahoga sin piedad en venganza por su papel en la muerte de Peter y Robin.

## Película
Una adaptación de la novela se realizó en 1978. El mismo Farris escribió el guion, dirigido por Brian De Palma y protagonizado por Kirk Douglas y Amy Irving.